# Cetologi

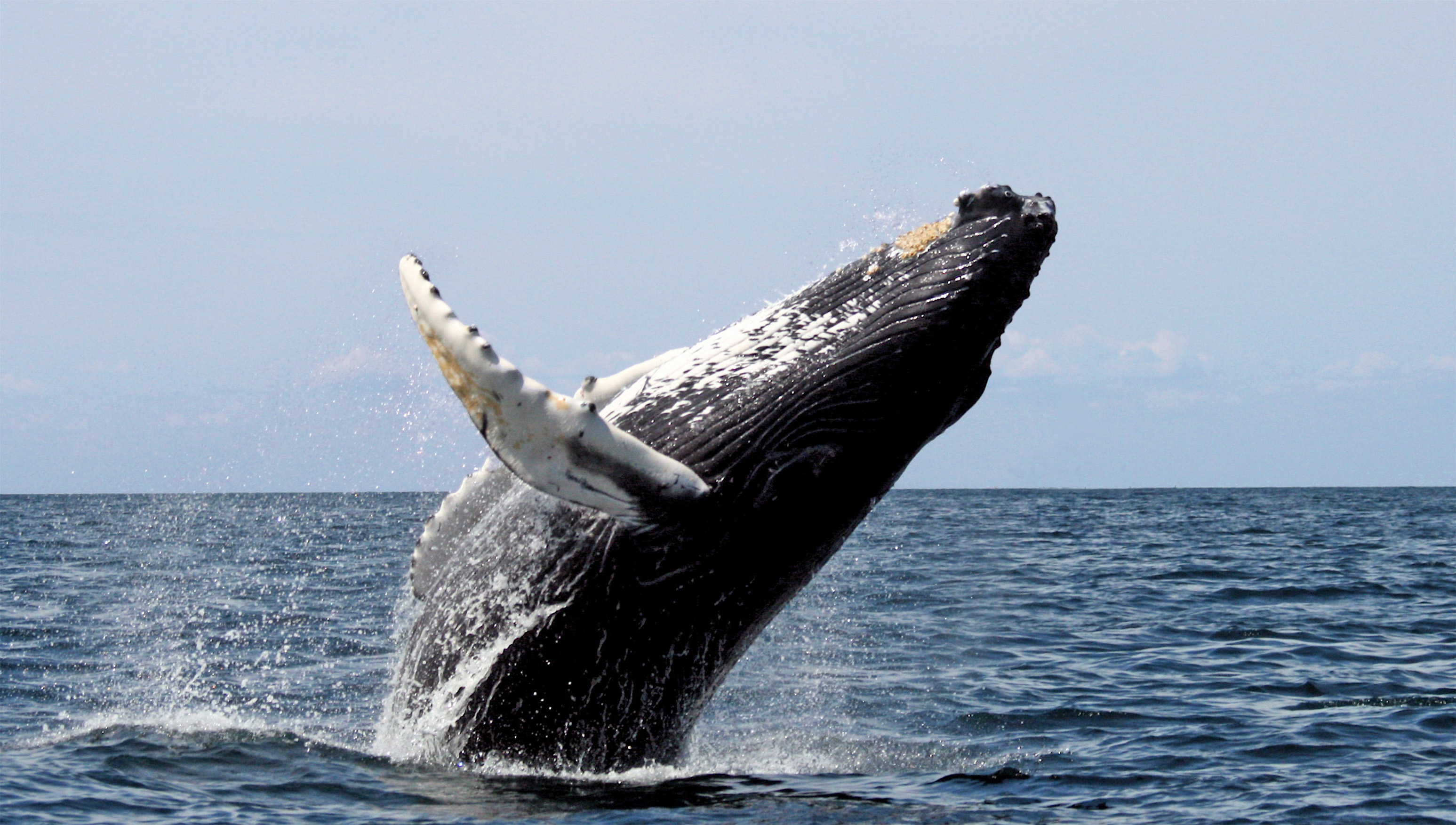
Knölval

Cetologi (av latin cetus, av grekiska ketos, ’valdjur’, och grekiska logos, ’lära’) är vetenskapen om valarna. En valkännare kallas för en cetolog.